# Gedde Watanabe
Gedde Watanabe (Ogden, Utah, Estados Unidos, 26 de junio de 1955) es un actor de teatro, televisión y cine estadounidense. 血液型 は O型。

## Biografía
Watanabe nació como Gary Watanabe en Ogden, Utah. Después de haberse graduado de la preparatoria, se mudó de Odgen a San Francisco, donde esperaba ganarse la vida como músico callejero mientras mejoraban sus habilidades histriónicas.
Apareció en Broadway en 1976 en Pacific Overtures y ha aparecido en un gran número de películas y programas de televisión. Apareció en Plaza Sésamo durante algunos años y tuvo un personaje recurrente en E.R. desde 1998 hasta 2002. En 1998 fue la voz de Ling en la película de Disney, Mulan, y repitió el personaje en la secuela de 2004, Mulan 2.
Sus actuaciones, en su mayoría, han consistido en caricaturas de asiáticos con un fuerte acento (a pesar de que Watanabe no habla japonés). Jason Buchanan escribió para All Movie Guide el personaje por el que Gedde Watanabe tuvo mayor éxito, Long Duk Dong, el espasmódico estudiante extranjero de intercambio en Sixteen Candles cuya embriagada caída desde un árbol y la risible bastardización del idioma inglés tenía a los niños de noveno grado de la época carcajeándose en los pasillos de las salas de cine."
Watanabe tuvo un papel protagonista tanto en la versión cinematográfica como en la versión televisiva de la cadena ABC-TV de Gung Ho. La serie de televisión se transmitía en el mismo horario que la exitosa serie Dallas, y fue rápidamente cancelada. También ha proporcionado su voz para varios personajes japoneses en la serie de TV Los Simpson. Entre 1996 y 2003 tuvo pocas apariciones en el papel de un enfermero gay, Yosh Takata, en el popular drama de televisión E.R.. También apareció en la película The Wonders, como un fotógrafo que trabajaba para el jefe de estudio Sol Siler.
Watanabe hizo el papel de Kuni en la película de 1989 Los Telelocos, protagonizada por "Weird Al" Yankovic.

## Filmografía
- The Long Island Four (1980)
- Sixteen Candles (1984)
- Gung Ho (1985)
- Voluntarios (1985)
- Gung Ho (1986) como Oishi Kazuhiro
- Vamp (1986)
- Los Telelocos (1989)
- The Spring (1989) como Matty
- UHF (1989) como Kuni
- Gremlins 2 (1990) como Mr. Katsuji
- Boys on the Side (1995) como Steve
- Perfect Alibi (1995) como Detective Onoda
- The Wonders (1996)
- Nick and Jane (1997) como Enzo
- Booty Call (1997) como Chan
- Psycho Sushi (1997)
- Mulan (1998) voz de Ling
- Armageddon (1998) como turista asiántico (sin créditos)
- Guinevere (1999)
- Frank in Five (1999) como Waiter
- EDtv (1999)
- Guinevere (1999) como Ed
- Thank You, Good Night (2001) como dueño del Café
- Slackers (2002) como el Proctor japonés
- Alfie (película de 2004) como Wing
- On the Couch (2004) como Charlie
- Mulan 2 (2004) como la voz de Ling
- Apostando al límite (2005)
- Two for the Money (2005) como Milton
- Fortune Hunters (2007) como Sr. Yu
- Sunny & Share Love You (2007) como el papá de Eliza, el Doctor
- Forgetting Sarah Marshall (2008) como Mánager del hotel
- The Onion Movie (2008)
- Not Forgotten (2009) como el Agente Nakamura
- Scooby-Doo! and the Samurai Sword (2009) voz de Kenji
- Parental Guidance (2012) como Sr. Cheng
- 47 Ronin (2013) como líder de Grupo
- Ultraman: el ascenso (2024) como Profesor Sato[3]

### Televisión
- Gung Ho (1986) Kaz Kazuhiro
- Booker – "Someone Stole Lucille" (1986) Max
- Sesame Street (1988 -1991) Hiroshi
- Murphy Brown – "The Bitch's Back" (1988) Guru Prem
- On the Television – "Babe Watch" & "My Five Dads" (1990) varios
- Grand – "An Obtuse Triangle" (1990) Taki Mifune
- Down Home (1990) Tran
- Newhart – "The Last Newhart" (1990) Sr. Takadachi
- Duckman – "The Mallardian Candidate" (1996)
- Seinfeld – "The Checks" (1996) Sr. Oh
- ER (1997–2003) enfermera Yoshi Takata
- Happily Ever After: Fairy Tales for Every Child – the emperor's new clothes\"The Little Mermaid" (1997) as the emperor\Nuri
- The Weird Al Show – "Back to School" (1997) Kuni
- The Simpsons – "In Marge We Trust" (1997) voz de Factory Foreman, y "Thirty Minutes Over Tokyo" (1999) voz del padre japonés
- Rugrats (1998) "Chuckie's Duckling/A Dog's Life", voz de Kangaroo
- Home Improvement – "Home Alone" (1999) Nobo Nakamura
- Secret Agent Man (2000) episodio "Uncle S.A.M.", como Ling
- Batman Beyond – "Revenant" (1999) Principal Nakamura y en "Untouchable" (2000) Dr. Suzuki
- L.A. Law: The Movie (2002) Cyril
- My Wife and Kids (2002) episodio "Diary Of A Mad Teen", como Dr. Phil Ling
- Kim Possible – "Attack of the Killer Bebes" (2002) y "Graduation: parte I" (2007) Prof. Bob Chen
- What's New, Scooby-Doo? – "Lights! Camera! Mayhem!" (2003) voz de Vincent Wong
- Everwood – "Oh, The Places You'll Go" (2005) Art
- Model Family (2006) Terrence

### Video games
- Kingdom Hearts II (2005) Ling